# Charles Charvet de Blenod
Charles Charvet de Blenod Charles, Alexandre, Hubert Charvet (Nancy, 3 d'abril del 1760) - Pont-à-Mousson, 18 de desembre del 1813) va ser un funcionari francès, primer prefecte dels Pirineus Orientals.

## Biografia
Nasqué en el si d'una família de la noblesa francesa, i era senyor de Blénod i Jezainville. Es titulà en dret i va ser primer advocat del Parlament de Nancy (1788). El març del 1789 fou comissionat perquè redactés els quaderns de queixes de la noblesa de la batllia de Pont-à-Mousson per als Estats Generals de França.

### Primer prefecte dels Pirineus Orientals
El 17 de febrer del 1800, Napoléon Bonaparte feu aprovar la llei que instituïa els prefectes que havien de governar els departaments francesos. Charles Charvet de Blénod fou nomenat prefecte dels Pirineus Orientals el 2 de març, i prengué possessió efectiva el 24 d'abril del mateix any. A partir de la presa de possessió, hagué de nomenar els alcaldes de totes les comunes dels Pirineus Orientals, tret de la ciutat de Perpinyà, cosa que no acabà fins a l'octubre del 1800.
Charvet s'havia adonat, ja al juliol del 1800, que el nivell de l'ensenyament primari del departament era clarament insuficient. Mancaven escoles, professors (i els pocs que hi havia estaven molt mal pagats) i alumnes. Els habitants, majoritàriament catalanòfons, comprenien poc el francès. Per millorar la situació, al setembre del 1800 adreçà un informe al govern demanant que s'apugessin els sous dels educadors, però l'escrit fou endebades. Emprengué altres tasques, com l'enaltiment dels valors republicans, mitjançant la celebració de festes laiques; el rigor en els registres d'estat civil mitjançant la dedicació dels nous alcaldes; l'organització interna del departament i, finalment, el desenvolupament de l'agricultura. A aquest darrer efecte, publicà el primer periòdic bilingüe català-francès de la història del Rosselló, el Recueil d'instructions, d'avis, d'expériences et de découvertes, que es publica entre gener i març del 1801
Fou destituït de funcions el 4 de març del 1801 i el reemplaçà el general Joseph Magdelaine Martin.

### Ruta del Simplon
Poc després, el 8 de juliol del 1801, fou designat comissari governamental quan les obres del Pas del Simplon passaren de la gestió militar a l'àmbit civil. El decret de nomenament, del 19 messidor de l'any 9 (8 de juliol del 1801) precisava a l'article segon: 
| « | Il sera établi un commissaire du gouvernement, chargé sous l'autorité du ministre de l'Intérieur, de l'administration, surveillance, police et comptabilité des travaux de la route du Simplon | » |
| — | |   |

Encara romania en el càrrec el 1803.